# Denomination (Währung)

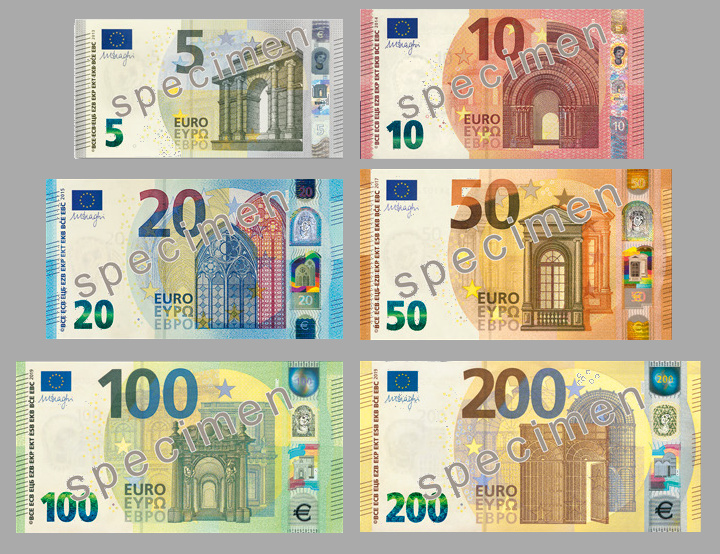
Denominationen der Euro-Banknoten der zweiten Serie (2019)

Die Denomination ist die durch staatlichen Hoheitsakt vollzogene Stückelung einer in Umlauf befindlichen Währung, die durch unterschiedliche Nominalwerte auf Banknoten und Münzen sichtbar ist.

## Allgemeines

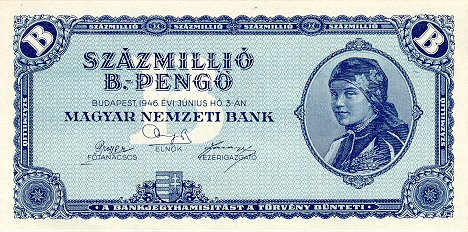
Die Note mit dem größten Nominalwert, die je in Umlauf gebracht worden ist: „100 Millionen Billion-Pengő“, d. h. 100 Trillionen Pengő (10^{20}), am 11. Juli 1946 in Ungarn

Über die Denominationen einer Währung entscheidet die Regierung eines Staats im Rahmen ihrer Währungspolitik. Die Verkehrsfähigkeit einer Währung hängt auch davon ab, welche Nominalwerte ihre Banknoten und Münzen erhalten. Während der Franzosenzeit war beispielsweise bei der Einführung einer neuen Währung im Rheinland ein Verbot niedriger Denomination vorgesehen, das die Zirkulation im Kleinhandel unmöglich gemacht hätte. In Staaten mit Hyperinflation zeigt sich wiederum, dass wegen des galoppierenden Preisniveaus immer höhere Nominalwerte erforderlich werden, um Kaufpreise mit wenigen Banknoten bezahlen zu können. Passt sich die Zentralbank nicht durch Ausgabe höherer Nominalwerte hieran an, erhöht sich automatisch die Umlaufgeschwindigkeit des Geldes, was zu einer höheren Abnutzung der Geldscheine führt, vor allem aber die Inflation weiter fördert. Münzen mit noch kleineren Denominationen als Banknoten verlieren in dieser Situation ihre Funktion als Zahlungsmittel fast vollständig.

## Euro
Nach Art. 2 Verordnung (EG) Nr. 974/98 des Rates vom 3. Mai 1998 über die Einführung des Euro ist seit dem 1. Januar 1999 die Währung der teilnehmenden EU-Mitgliedstaaten der Euro. Die Währungseinheit ist ein Euro, ein Euro ist in 100 Cent unterteilt. Die niedrigste Denomination des Euro ist 1 Cent, die höchste ist eine 200 Euro-Banknote. Die Euro-Einführung war lediglich eine Währungsumstellung, also die Umrechnung sämtlicher Geldbeträge zu dem festgesetzten Umrechnungskurs. Alle Aktiva und Passiva, alle Forderungen und Verbindlichkeiten wurden zum selben Umrechnungskurs umgestellt.

## Rechtsfragen
Die Europäische Zentralbank (EZB) hat das ausschließliche Recht, die Ausgabe von Euro-Banknoten innerhalb der Union zu genehmigen, die EZB und die nationalen Zentralbanken sind zur Ausgabe dieser Banknoten berechtigt (Art. 128 Abs. 1 AEUV). In Deutschland ist für die Deutsche Bundesbank die Notenausgabe geregelt in § 14 Abs. 1 BBankG. Danach hat die Deutsche Bundesbank die Stückelung und die Unterscheidungsmerkmale der von ihr ausgegebenen Banknoten öffentlich bekanntzumachen.
Das nationale Banknotenmonopol des § 14 Abs. 1 BBankG macht die Bundesbank zur letzten Quelle der Bankenliquidität (Lender of Last Resort) und sichert ihr mittelbar den Einfluss auf die Geldmenge.

## Abgrenzung
Denomination und Denominierung werden manchmal als Synonyme betrachtet, sie sind aber keine. Die Denominierung hat zwar auch mit Währungen zu tun, bedeutet jedoch die Auswahl einer bestimmten Währung in Verträgen oder bei der Emission von Effekten.